# Pancho Arena
De Pancho Arena is een stadion in Felcsút in Hongarije, waar de voetbalclub Puskás Akadémia FC haar thuiswedstrijden speelt. De naam van het stadion is afgeleid van de bijnaam van Ferenc Puskás in de tijd dat hij in Spanje bij Real Madrid speelde.
De bouw van het 12,4 miljoen euro kostende stadion kreeg veel kritiek omdat de Hongaarse premier Viktor Orbán het stadion met een capaciteit van 3.500 in zijn kleine geboortedorp met 1669 inwoners (2001) liet bouwen.

## Interlands
| 1 | 26 maart 2018    | Bulgarije – Kazachstan | 2 – 1 | Vriendschappelijk    | 100   |
| 2 | 15 november 2023 | Israël – Zwitserland   | 1 – 1 | EK 2024 kwalificatie | 2.024 |
| 3 | 18 november 2023 | Israël – Roemenië      | 1 – 2 | EK 2024 kwalificatie | 2.921 |